# Hemithrinax ekmaniana
Hemithrinax ekmaniana, comúnmente llamada Palmita de Jumagua, es una especie endémica de Cuba perteneciente a la familia Arecaceae.

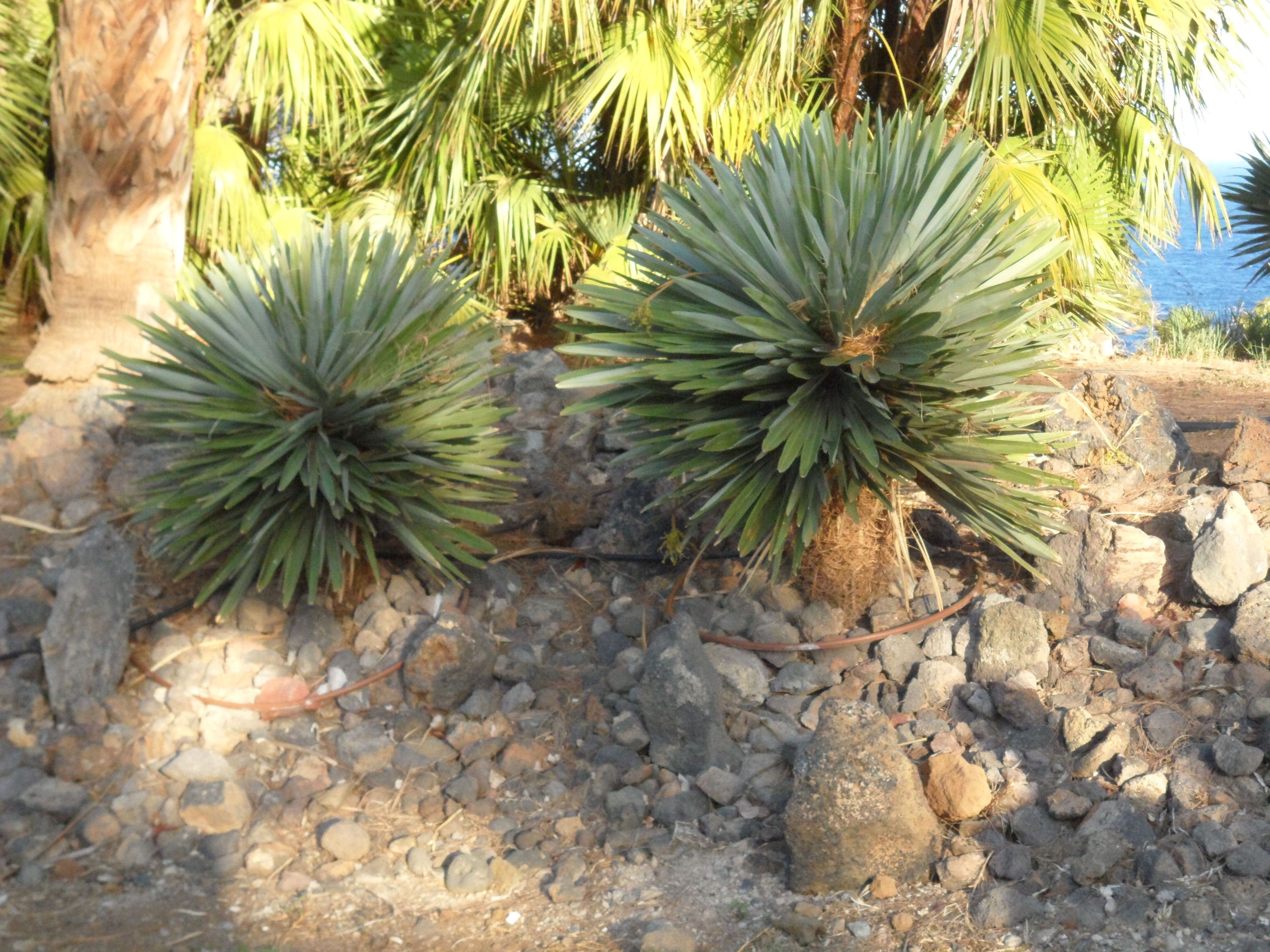
Vista de la planta

## Descripción
Palma de tronco grisáceo de unos 5 cm de diámetro cuyo ápice está formado por una corona esférica y muy densa de puntiagudas hojas rígidas, prácticamente carentes de tallo, de color verde. 

## Distribución y hábitat
Fueron descritas a principios del siglo XX, pero luego desaparecieron al conocimiento popular por varias décadas hasta que en el año 1978 el grupo espeleológico Sabaneque de Sagua La Grande (Cuba) las volvió a encontrar. Su área geográfica se limita a solo dos lomitas de una cordillera de ocho llamadas Mogotes de Jumagua los cuales se encuentran al oeste de la ciudad de Sagua La Grande en el centro-norte de la Isla de Cuba.
Estas curiosas palmitas son únicas en el mundo y su endemismo extremo las lleva a habitar solo en los dos primeros mogotes del oeste, ya que en el resto de los 6 mogotes (fusionados unos a otros), estas se niegan a vivir. El grupo espeleológico Sabaneque las sembró en viveros dentro de la ciudad de Sagua, pero estas enigmáticas plantas necesitan de su reducto jumaguense para poder crecer.

## Taxonomía
Hemithrinax ekmaniana fue descrita por Max Burret y publicado en Kongliga Svenska Vetenskaps Academiens Handlingar, n.s. 6(7): 9. 1929.
Etimología
Hemithrinax: nombre genérico que combina la palabra griega: hemi = medio, con la palma de nombre genérico Thrinax, probablemente refiriéndose al hecho de que las palmas no son del todo Thrinax.
ekmaniana: epíteto otorgado en honor del botánico sueco Erik Leonard Ekman.
Sinonimia
- Thrinax ekmaniana (Burret) Borhidi & O.Muñiz[3]